# Frank F. Planer
Frank F. Planer född 29 mars 1894 i Karlsbad (nuvarande Karlovy Vary) Tjeckoslovakien död 10 januari 1963 i Hollywood USA, tysk-amerikansk filmfotograf.
Planer var verksam som chefsfotograf i Tyskland, England och Frankrike från 1920. Han flyttade till USA 1937.

## Filmfoto (i urval)
- 1924 – Storhertigens finanser
- 1927 – Bara en danserska
- 1930 – Kärlek och bensin
- 1933 - Liebelei
- 1938 – En friare i societén
- 1943 - Appointment in Berlin
- 1949 - Champion
- 1951 – Blå slöjan
- 1954 – En världsomsegling under havet
- 1954 – Myteriet på Caine
- 1957 – Stolthet och passion
- 1958 – Det stora landet
- 1961 – Frukost på Tiffany's
- 1961 - King of Kings
- 1961 – Ryktet